# Manuel Eisner
Manuel Eisner (* 1959) ist Professor der Entwicklungs- und Vergleichenden Kriminologie (engl. Developmental and Comparative Criminology) und Direktor des Gewaltforschungszentrums (engl. Violence Research Centre) an der University of Cambridge.

## Leben
Eisner studierte bis 1985 Geschichtswissenschaft, Soziologie und Sozialpsychologie an der Universität Zürich. Er wurde ebendort 1991 im Fach Soziologie promoviert und 1997 habilitiert. Danach absolvierte er mehrere Stationen an Soziologischen Institut der Universität Zürich, der ETH Zürich und am Institut für Kriminologie und forensische Wissenschaften der Universität Lausanne. 2000 wurde er Professor am Institut für Kriminologie der University of Cambridge, dessen Direktor er später wurde.

## Arbeit
Seine akademische Arbeit dreht sich um die Erforschung der Ursachen, der Konsequenzen und der Verhütung zwischenmenschlicher Gewalt. Dabei interessieren ihn auch die Variationen des Gewaltlevels zwischen Gesellschaften und die Veränderungen im Verlauf der Geschichte. Auch aus diesen Vergleichen werden von ihm psychologische und soziale Mechanismen identifiziert, die Gewaltlevel erhalten oder verändern können. Aus solchen Erkenntnissen werden dann Maßnahmen zur Reduktion der Gewalt entwickelt. Eisner wirkte auch als Experte oder Koautor an Berichten nationaler Regierungen, der Weltgesundheitsorganisation, UNICEF, der Weltbank und dem Büro der Vereinten Nationen für Drogen- und Verbrechensbekämpfung mit.
Im Jahr 2003 wurde seine vielzitierte Arbeit über jahrhundertelange Trends der zwischenmenschlichen Gewalt veröffentlicht. Darin wird durch die Zusammenfassung von ca. 350 einzelnen Studien das Muster eines Kriminalitätsrückgangs seit dem Mittelalter in Europa sichtbar. 2014 organisierte er zusammen mit der Weltgesundheitsorganisation die erste, globale Konferenz zur Gewaltreduktion an der University of Cambridge.

## Schriften (Auswahl)
- Lebensqualität und Sicherheit im Wohnquartier. Rüegger, Chur/Zürich 2000, ISBN 978-3-7253-0695-4.
- Das Ende der zivilisierten Stadt? Die Auswirkungen von Modernisierung und urbaner Krise auf Gewaltdelinquenz. Campus, Frankfurt am Main/New York 1997, ISBN 978-3-593-35774-4 (zugleich Habilitationsschrift ETH Zürich).